# دانيال إل. أكين
دانيال إل. أكين (بالإنجليزية: Daniel L. Akin)‏ هو مبشر أمريكي، ولد في 2 يناير 1957 في فورست بارك في الولايات المتحدة.